# Орландо Мартінес
Орландо Мартінес (ісп. Orlando Martínez; 2 вересня 1944 — 22 вересня 2021) — кубинський боксер, олімпійський чемпіон 1972 року.

## Аматорська кар'єра
Олімпійські ігри 1968 
- 1/32 фіналу. Програв Тібору Бадарі (Угорщина) — 1-4

Олімпійські ігри 1972 
- 1/16 фіналу. Переміг Віна Маунга (Бірма) — 4-1
- 1/8 фіналу. Переміг Майкла Даулінга (Ірландія) — 3-2
- 1/4 фіналу. Переміг Феррі Моньягу (Індонезія) — 5-0
- 1/2 фіналу. Переміг Джорджа Терпіна (Велика Британія) — 3-2
- Фінал. Переміг Альфонсо Самора (Мексика) — 5-0

На Іграх Центральної Америки і Карибського басейну 1974 програв у другому бою Вілфредо Гомесу (Пуерто-Рико).
На Панамериканських іграх 1975 здобув чотири перемоги, у тому числі над Бернардом Тейлором (США) у фіналі.
Олімпійські ігри 1976 
- 1/16 фіналу. Переміг Ховіто Ренгіфо (Венесуела) — 5-0
- 1/8 фіналу. Програв Чхоль Сун Хван (Південна Корея) — 2-3